# 浄久寺 (長野県阿智村)
浄久寺（じょうきゅうじ）は長野県阿智村にある浄土宗の寺院。山号を米沢山、院号を泰栄院と称する。本尊は阿弥陀如来である。

## 歴史
縁起によれば、承久元年（1219年）選冏上人がこの地に寺を創立したのが、始まりと伝わる。天文元年（1532年）に岸誉上人が中興開山。
慶長6年（1601年）4代本誉上人の時、徳川家康の側室である宮崎筑後泰景の息女お仙（泰栄院）、同じく徳川家康に仕えていた、市岡氏の息女お松（芳杲院）が当寺の檀那となり、御朱印13石の寺として再興すると「蓮門精舎旧詞」に記載されている。
享保元年（1716年）中関村領主宮崎新七郎改易、これにより大檀那宮崎諸家ことごとく改易となる。
享保7年（1722年）知恩院の別触寺院に任命される。享保11年（1726年）、小野川村80余戸が承久寺を離檀し宗円寺檀家になるという事件があり、古文書がのこる。寛保3年（1743年）火災により、本堂、庫裡等焼失。以前の記録類も焼失する。太平洋戦争に供出した半鐘に宝暦2年（1752年）17世法誉上人代鋳造と彫られていたことより、本堂、庫裡の整備も宝暦2年までに成ったと推定される。宝暦11年（1761年）増上寺の別触寺院に任命される。昭和49年（1974年）中央自動車道が当寺境内を通過することになり、境内を縮小して整備を行った。

## 境内
- 本堂
- 庫裡
- 山門 - 昭和52年（1977年）建立した。閻魔大王座像安置している。
- 鐘楼
- 一言観音堂 - 聖観世音菩薩を安置している。
- 芳杲院お霊屋

## 文化財
- 阿弥陀如来像 - 本尊
- 観世音菩薩像 - 脇侍
- 勢至菩薩像 - 脇侍
- 閻魔大王座像 - 寛文3年（1663年）造立。寄進者泉州堺出身駒場村飯田善太郎夫婦。
- 万治の名号石 - 万治4年（1661年）造立。寄進者飯田善太郎。寛文12年（1672年）中関村御年貢帳に大工善太郎があり、飯田市、立石寺本堂を建立した宮大工飯田善太郎と同一人物と推定される。
- 宮崎氏、市岡氏墓所 - 昭和43年（1968年）阿智村史跡に指定される。
- 卯の花の句碑 - 昭和43年（1968年）阿智村有形文化財に指定される。昔西行法師が諸国行脚の途中この地にきて、地に突き刺した杖が根ずき花を咲かせていると伝わる。
- 浄久寺徳本筆名号碑 - 昭和43年（1968年）阿智村有形文化財に指定される。徳本上人書の名号碑。
- 浄久寺の百日紅 - 昭和43年（1968年）阿智村天然記念物に指定される。別名さるすべり、指定時推定樹齢200年。[1]

## 所在地
長野県下伊那郡阿智村駒場2195

## 交通
- JR東海飯田線飯田駅より車で30分
- 中央自動車道飯田山本インターより車で10分

## 引用
1. 1 2 3 4 5  『阿智村誌下巻』阿智村誌刊行委員会発行、1984年。